# Parc d'État de John Pennekamp Coral Reef
Le parc d'État de John Pennekamp Coral Reef (en anglais John Pennekamp Coral Reef State Park) est un parc d'État américain situé en Floride, à Key Largo. Il a une superficie d'environ 130 km². Il est le premier parc marin des États-Unis, et inscrit au Registre national des lieux historiques le 14 avril 1972. Les attractions principales du parc sont le récif de corail et la vie aquatique qui s'y rattache. Environ 96 % du parc se trouvant sous l'eau, la plongée est le meilleur moyen de partir à la découverte du site, mais il est également possible de louer divers types d'embarcations ou de faire des excursions en bateau à fond transparent.
En 2004, le parc reçoit plus d'un million de visiteurs, ce qui en fait le parc le plus populaire de l'ensemble des parcs d'État de Floride.

## Histoire
Les Keys de Floride possèdent le seul récif de corail vivant sur les côtes des États-Unis.
Des programmes pour inclure les récifs au large de Key Largo dans un parc ont vu le jour dans les années 1930, quand une commission du parc national des Everglades a proposé un parc national pour les Everglades qui aurait inclus une grande partie de Key Largo et les récifs situés à l'est. Des propriétaires, des personnes extérieures et des membres du comté de Monroe se sont opposés au projet et en ont obtenu l’arrêt. Quand le parc national des Everglades a été créé en 1947, son périmètre n’incluait pas Key Largo ni aucun des récifs. 
À la fin des années 1950, le public était devenu conscient des énormes dégâts causés aux récifs le long des Florida Keys. Les coquillages, les coraux, les éponges, les hippocampes et d’autres représentants de la faune marine avaient été extraits des récifs, même par explosifs, pour être travaillés, ciselés, sculptés afin de fournir des souvenirs aux touristes. Le Docteur Gilbert Voss de l’Institut de la Mer de Miami et John D. Pennekamp, un rédacteur au Miami Herald, firent équipe pour mener campagne afin d’éviter des dégâts supplémentaires. Pennekamp avait de solides références pour mener ce combat. Il avait été très actif lors de la création du parc national des Everglades, il avait été professeur principal au Florida Board of Parks and Historic Memorials et également consultant auprès du United States Fish and Wildlife Service.
Les efforts menés par Voss and Pennekamp permirent au Florida Board of Parks and Historic Memorials de classer en réserve permanente les récifs au large de Key Largo qui étaient dans les eaux contrôlées par l’État. Au printemps 1960 le président Dwight D. Eisenhower a proclamé réserve de Key Largo Coral Reef, l'ensemble des récifs qui se trouvaient à côté, sous contrôle fédéral. Le gouverneur de Floride Leroy Collins a changé ensuite le nom du parc en John Pennekamp Coral Reef State Park en hommage aux efforts de John Pennekamp pour sauver l'environnement marin. L’acquisition d’un terrain et l'accès à l’U.S. 1 (the Overseas Highway) permirent l’ouverture du parc en 1963.

## Activités proposées
Les récifs peuvent être vus soit avec des bateaux avec un fond en verre, soit en plongée sous-marine ou simplement avec un tuba. Le parc permet de pratiquer d’autres activités : canoë, kayak, pêche, randonnée, pique-nique, natation et immersion dans la nature sauvage. Le centre a un aquarium d'environ 114 000 litres d’eau salée et un auditorium.

## Curiosité
Une copie du Christ des Abysses se trouve dans le parc (l’original est immergé dans la baie de San Fruttuoso de Camogli en Italie).